# Bruno Bontzolakis
Bruno Bontzolakis, né le 5 février 1964 à Neuilly-Plaisance, est un scénariste et réalisateur français de cinéma.

## Biographie
Bruno Bontzolakis fait ses études de cinéma à l'ESEC dont il sort diplômé en 1985. Il a été l'assistant de Gérard Frot-Coutaz et de Jacques Davila. Auteur et réalisateur de cinéma de deux moyens métrages et trois longs métrages, il écrit et réalise pour la télévision. Par ailleurs, il enseigne, notamment à la FEMIS. Il est en développement de son prochain long métrage, Peggy Sinclair.

## Filmographie
- 1994 : Des journées peu ordinaires (court métrage, grand prix festival de Lille, Prix spécial du Jury Pantin)
- 1995 : Vacances à Blériot (court métrage, Quinzaine des réalisateurs Cannes 96, Prix SACD festival de Brest,)
- 1997 : Familles, je vous hais (sélection Festival de Locarno)
- 1998 : Chacun pour soi (Quinzaine des réalisateurs Cannes 98, Prix SACD New York Avignon festival)
- 2003 : L'Amour au soleil (téléfilm de la collection « Masculin/Féminin »)
- 2004 : Je t'aime, je t'adore
- 2003-2007 : Famille d'accueil (série télévisée, épisode Emma,  Instinct de vie, Soupçons, Le Petit du coucou, La Mauvaise Pente et Malentendu)
- 2008 : La Lettre d'amour (téléfilm dans la collection "C'est votre histoire")
- 2009 : La Louve (série télévisée, épisode 2 :  Descente au 7e cercle ; épisode 3: Les Proies dans la ville)
- 2010 : Histoires de vies, Cœur océan (série télévisée)
- 2010 : L'amour, c'est la honte - (téléfilm)
- 2011: Cœur Océan (série télévisée)
- 2012 : Talons aiguilles et bottes de paille (série télévisée)
- 2013 : En cage
- 2014-2016 : Famille d'accueil (épisodes 67, 68, 90, 91, 95, 96)
- 2017 : Sources assassines (téléfilm)
- 2018: le temps d’être grand (long-métrage en écriture)
- 2020: La villa du français, collaboration écriture du long métrage de Olivier Jahan
- 2020-23: Peggy Sinclair, long métrage en développement (Noodles productions et l’aide du CNC)
- 2024 :  Respire ( long métrage en écriture), adaptation du roman Parler comme tu respires d’Isabelle Pandazopoulos.